# Rio Brăteni
O Rio Brăteni é um rio da Romênia afluente do Rio Lechinţa, localizado no distrito de Bistriţa-Năsăud.